# یواس‌اس اسپ (۱۸۱۲)
یواس‌اس اسپ (۱۸۱۲) (به انگلیسی: USS Asp (1812)) یک کشتی بود.